# The Synagogue, Church Of All Nations

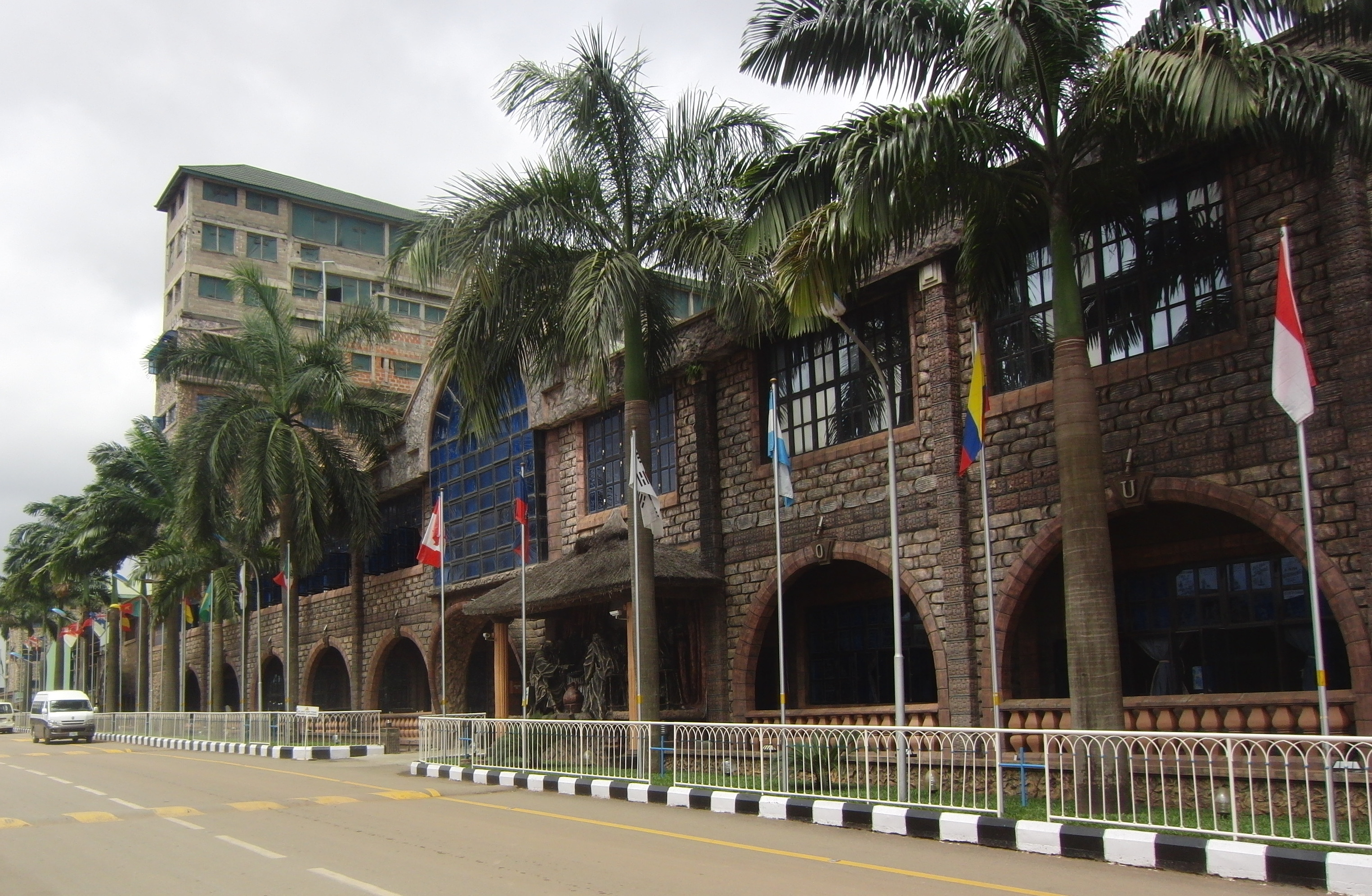
Die Synagogue-Church of all Nations in Lagos.

Die The Synagogue, Church Of All Nations (auch SCOAN oder Synagogue) in der Großmetropole Lagos, Nigeria, ist eine im Jahr 2004 fertiggestellte Kirche. Gegenüber der Kirche befindet sich ein Areal mit eigenem Gästehaus zur Unterbringung. Zusätzlich befinden sich dort große Zelte zur Unterbringung von Besuchern, wenn die Kirche überfüllt ist.

## Lage und Umgebung
Die Kirche liegt inmitten des ehemaligen Einzugsgebiet Ikotun-Egbe der Großstadt westlich des Flughafens von Lagos. Diese Region der Stadt ist geprägt von Armut. Die Verkehrsanbindung ist eigentlich gut, jedoch kommt es aufgrund der schlechten Verkehrssituation (Staus) allerdings zu langen Verzögerungen.
Die Adresse der Kirche lautet 1 Segun-Ifrefin-Street, Ikotun-Egbe, Lagos, Lagos State, Nigeria.

## Architektur
Das im Stil der Moderne gebaute Gebäude besitzt ein Betonfundament mit Betonmauern. Es besteht aus einer langen Halle und hat an den Enden zwei Trakte, zur Unterbringung von Gästen sowie für den Sender Emmanuel TV. Die Fassade besteht aus Steinen, welche mit Ornamenten geschmückt sind, mit zahlreichen Fenstern und bunten Fliesensteinen. Vor dem Gebäude befindet sich eine Palmen-Allee, in der Kirche befindet sich Wandmalerei, bunte Fliesen in rot, gelb und blau mit Schriftzügen bedecken den Boden. Steinverzierungen im Gebäude sind mit Inschriften versehen. So lässt sich in der Kirche die Satzung "Jesus Christ receives repentant Souls" als Schriftzug im Bild erkennen. Die Fläche der in Massivbauweise gebauten Kirche nimmt ca. 3 Fußballfelder ein; sie ist ca. 10 Meter hoch.

## Entstehungsgeschichte
Die Kirche wurde in den Jahren nach der Jahrtausendwende gebaut und 2004 fertiggestellt. Davor gab es an derselben Stelle ein niedrigeres Bauwerk, das hauptsächlich aus einer Stahl-Holz-Konstruktion bestand. Die Kosten sind nicht bekannt.

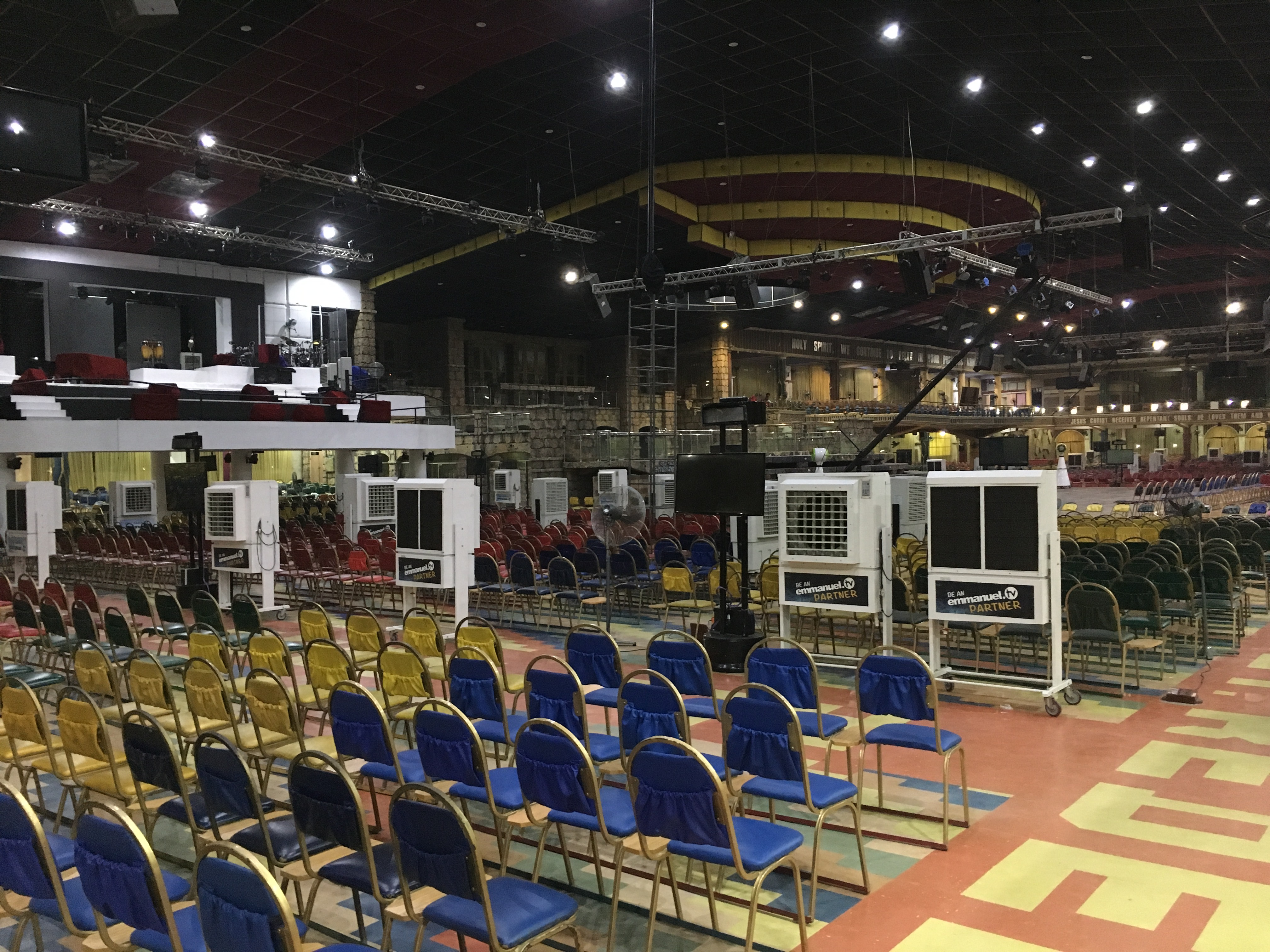
Innenansicht
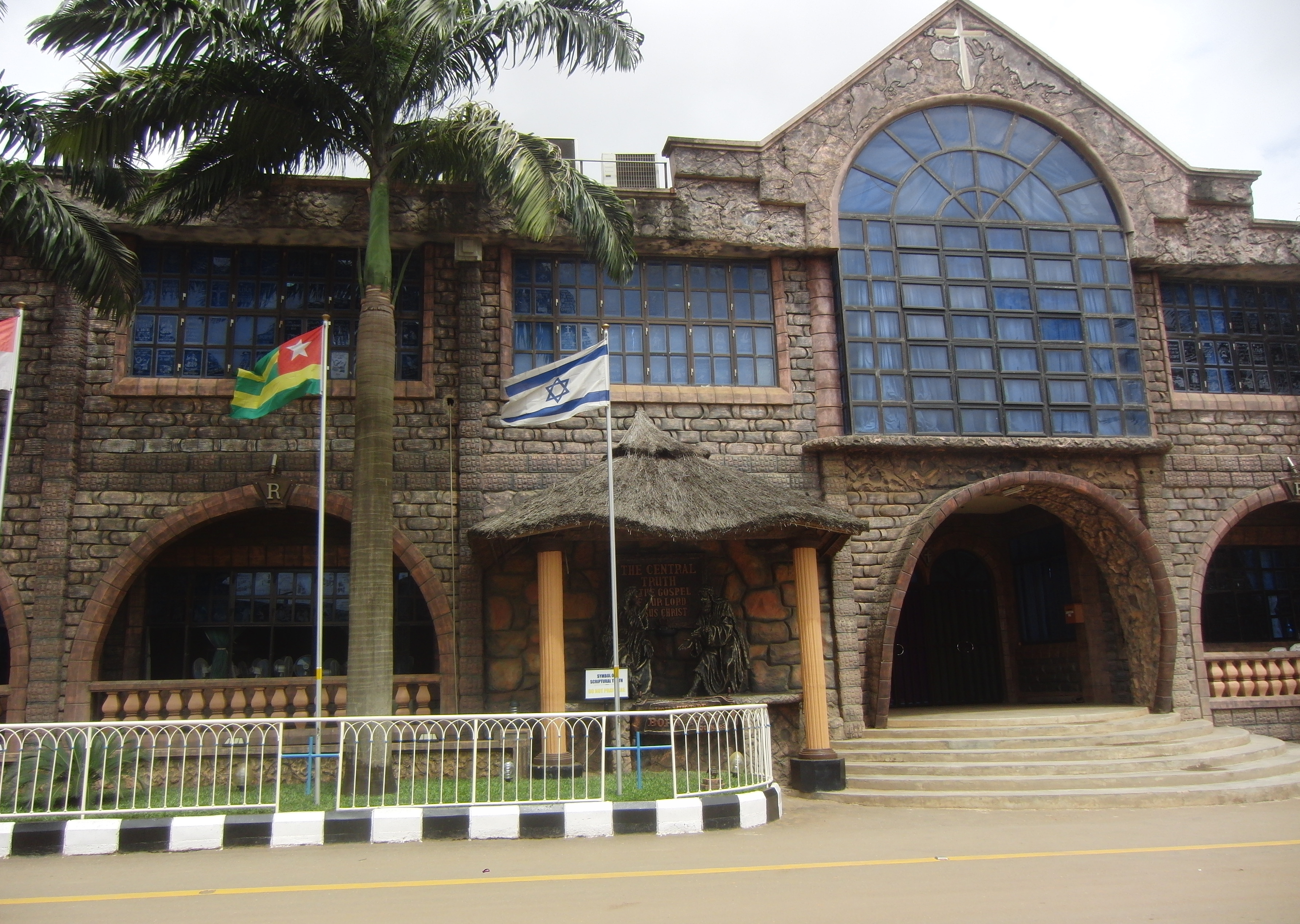
Seitenansicht
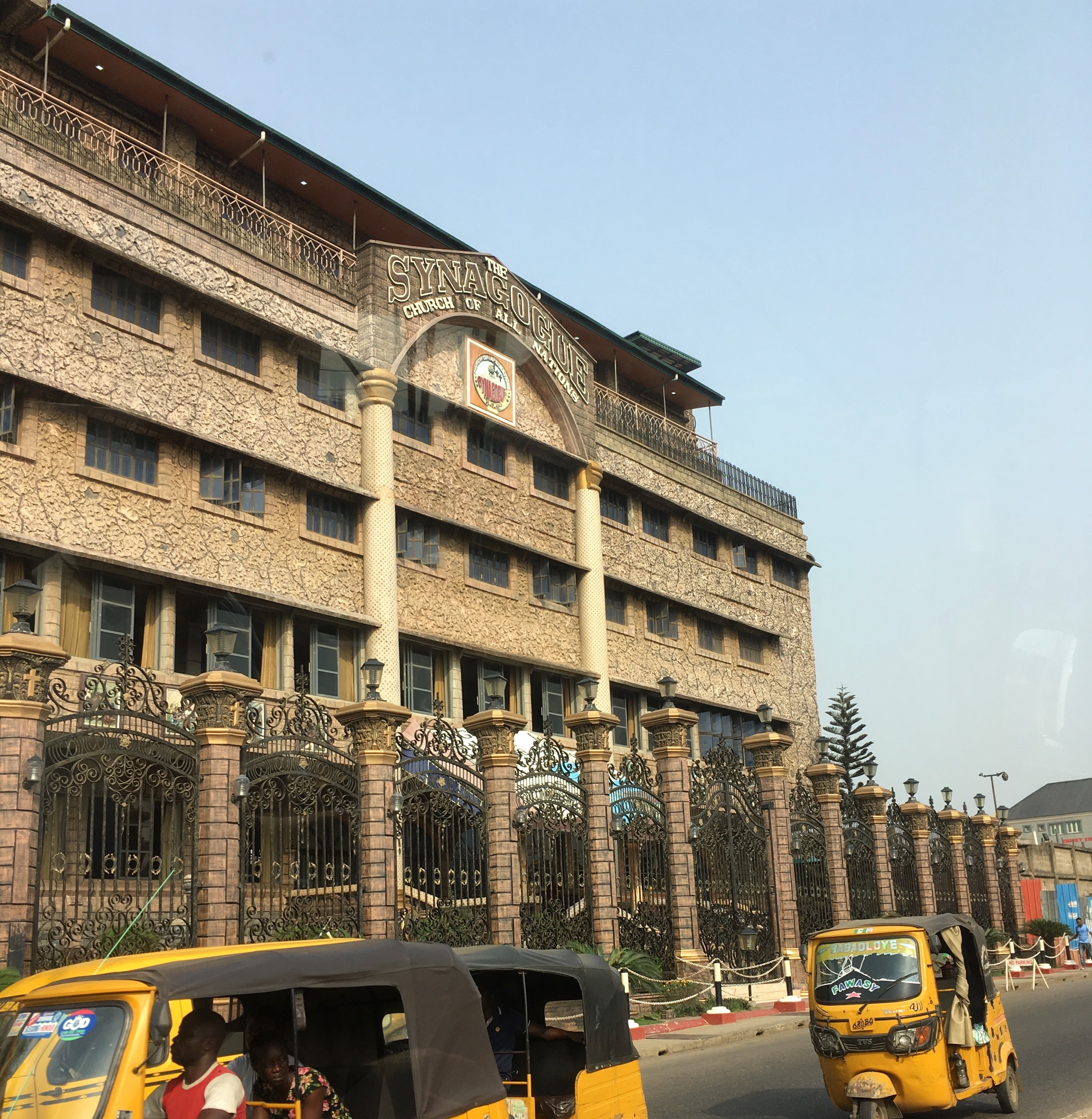
Vorderansicht

## Einsturz eines Gästehauses

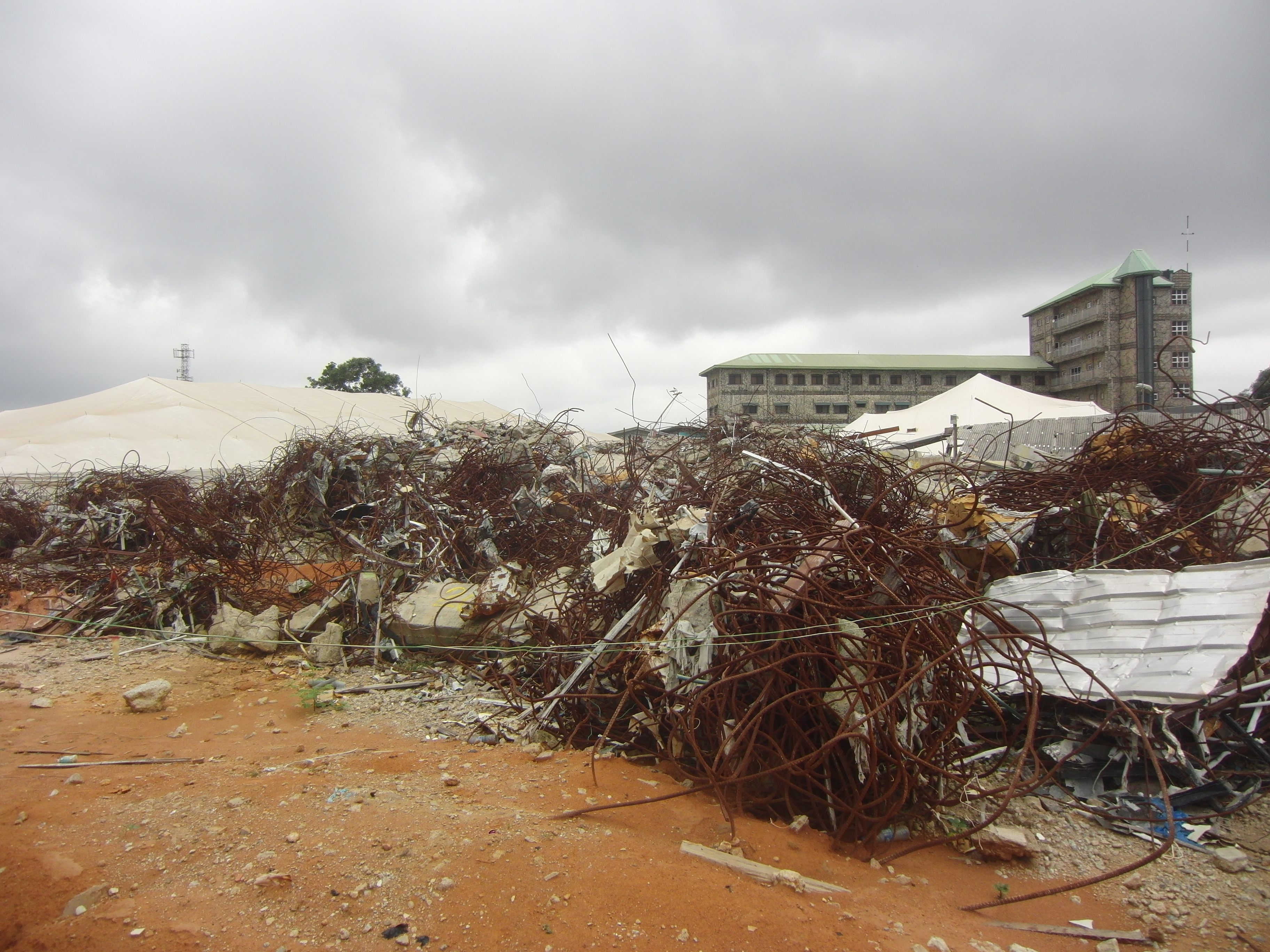
Das eingestürzte Gästehaus

Am 14. September 2014 stürzte ein Gästehaus der Kirche ein. Neben 124 geretteten Menschen kamen 115 ums Leben, unter ihnen 84 Südafrikaner. Der Vorfall führte zu Spannungen mit Südafrika. Die Ursache des Einsturzes ist ungeklärt.
Die Ingenieure der Baufirmen wurden wegen Fahrlässigkeit vor dem Ikeja High Court angeklagt, ein Urteil wird Ende 2017 erwartet.